# 고성 옥천사 대웅전 석조삼존불좌상 및 목조대좌
고성 옥천사 대웅전 석조삼존불좌상 및 목조대좌(固城 玉泉寺 大雄殿 石造三尊佛坐像 및 木造臺座)는 대한민국 경상남도 고성군 개천면, 옥천사에 있는 불상이다. 2018년 6월 21일 경상남도의 유형문화재 제629호로 지정되었다.

## 지정 사유
고성 옥천사 대웅전 석조삼존불좌상은 1670년에 조성된 옥천사 명부전 석조지장시왕상과 양식적으로 유사하여 대웅전 삼존상도 17세기 후반에 조성된 경옥 혹은 그의 계보 조각승에 의해 조성된 것으로 추정된다. 경옥의 기년명 불상 사례가 알려진 것이 많지 않으나 그의 특징을 가지는 석조불상이 경상도 지역에 남아 있어 조선후기 불교조각의 양식흐름과 조각승 계보의 추의를 파악하는데 귀중한 자료이다.

## 참고 문헌
- 고성 옥천사 대웅전 석조삼존불좌상 및 목조대좌 - 국가유산청 국가유산포털